# Capilla de San Nicolás de Bari (Mezquita-catedral de Córdoba)
La capilla de San Nicolás de Bari de la Mezquita-Catedral de Córdoba (España) se encuentra ubicada entre las capillas del muro de levante del templo catedralicio cordobés. Aunque su primera fundación se produjo en 1262, su apariencia actual corresponde a la segunda fundación por el canónigo Bartolomé de León en 1533. El retablo principal fue realizado por Hernán Ruiz II y los lienzos por Pedro de Campaña.

## Historia
La capilla fue fundada por el arcediano maestro Pedro y dotada con bienes tras su muerte el 14 de diciembre de 1262, donde recibió sepultura junto a su primo el prior Martín Pérez. En 1533 se produce la segunda fundación de la capilla a manos del canónigo Bartolomé de León para «que sea su enterramiento e de todos sus parientes». En 1536 se contrató a Hernán Ruiz I para la fábrica de la capilla, imitando la bóveda de crucería a la proyectada en la capilla de Acisclo y Victoria. Bartolomé de León falleció el 3 de septiembre de 1545 a los 67 años de edad, tal y como indica su sepulcro, trasladado al Museo de San Clemente también en el interior de la Mezquita-catedral.
El 8 de agosto de 2025 a las 21:10 se produjo un incendio en la capilla anexa a San Nicolás de Bari donde se almacenaban máquinas de limpieza. Si bien la capilla más afectada fue la de la Expectación, parece que San Nicolás también sufrió daños menores por el humo y el calor.

### Retablo de San Nicolás de Bari

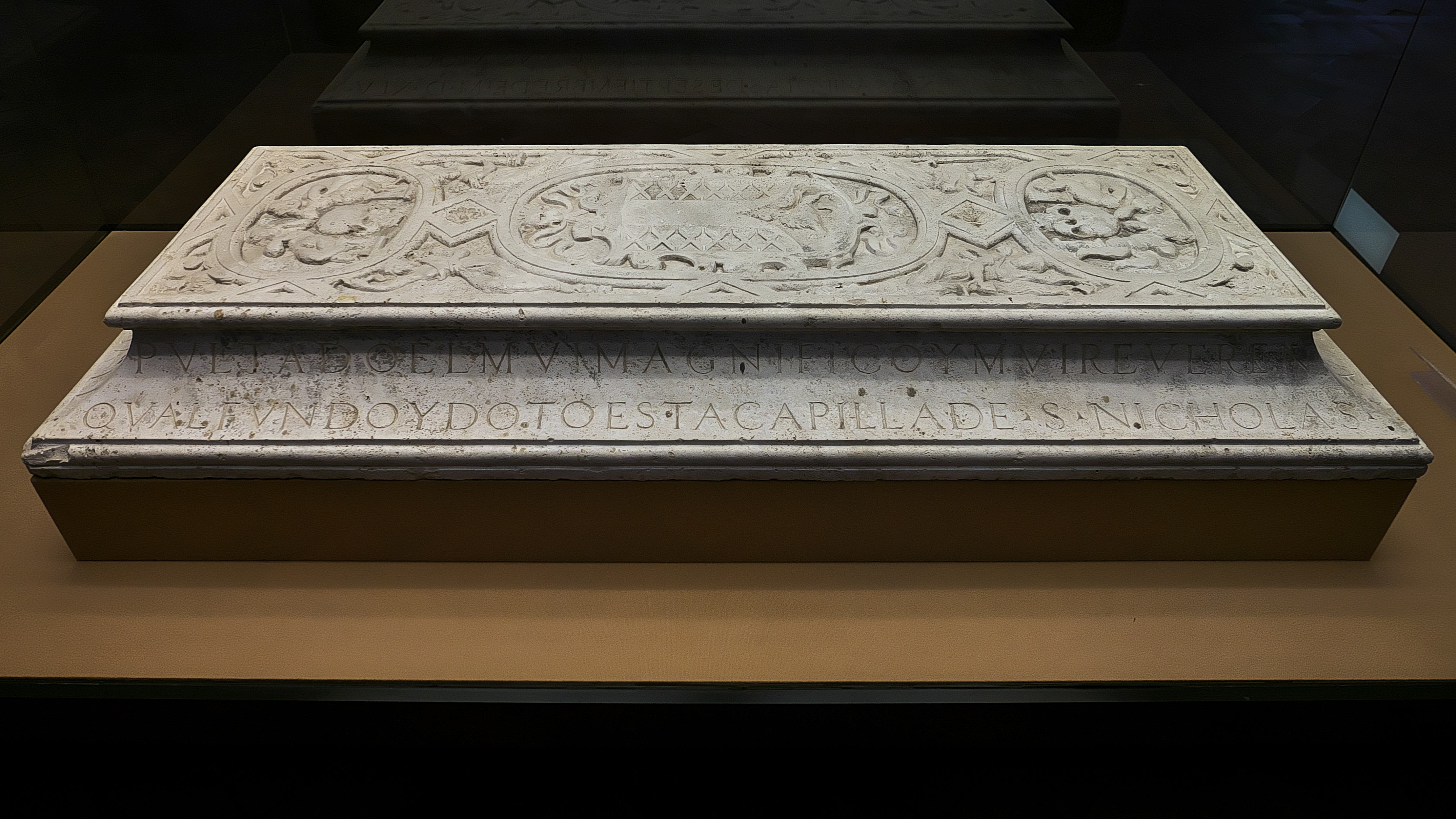
Sepulcro del canónigo Bartolomé de León en el Museo de San Clemente.

En 1556 Juan de Leiva, sobrino del fundador, contrató a Francisco de Castillejo para la realización del retablo bajo las directrices de Hernán Ruiz II. Se divide en banco, cuerpo inferior, cuerpo superior y ático, y ocupa todo el testero frontal de la capilla, pero se cree que la construcción del retablo fue llevada a cabo por Juan de Castillejo, o bien por Francisco Jiménez. El dorado y la policromía del retablo fueron realizados en 1556 por Francisco de Castillejo. La imagen de San Nicolás de Bari, de talla, que se encuentra en la calle central, es atribuida a Francisco Martínez y su contrato data de 1549.
La realización del resto de los lienzos que se encuentran en el retablo de la capilla fue concertada con el pintor bruselense Pedro de Campaña en 1556, y fueron pintados entre ese año y el siguiente, terminando el pintor en 1557 los lienzos que componen el retablo. En los lienzos del banco del retablo aparecen representados el Lavatorio de los Pies, la Santa Cena y la Oración en el Huerto. Los tres lienzos se ajustan a las formas características del pintor, que aúnan su procedencia flamenca con las enseñanzas de los maestros italianos. En el primer cuerpo del retablo se disponen los lienzos de la Anunciación y la Epifanía, flanqueando a la imagen de San Nicolás de Bari. En el segundo cuerpo figuran los cuadros que representan la Batalla de los Ángeles, la Virgen con el Niño y el Martirio de San Bartolomé. En el centro del ático del retablo se encuentra el Calvario, flanqueado por dos tondos en los que se representan las cabezas de San Pedro y San Pablo.

### Retablo de la Virgen de Guadalupe
En el muro de la izquierda de la capilla se encuentra el retablo de la Virgen de Guadalupe, obra de Francisco Ruiz Paniagua, realizado en el año 1679. Fue construido teniendo en cuenta el arco de medio punto en el que debería colocarse. Tiene banco, un solo cuerpo y ático. El banco está constituido por dos formas geométricas decoradas con hojarasca, que sirven de marco al soporte donde se asienta la hornacina o calle central del retablo. El cuerpo del retablo se encuentra totalmente ocupado por el gran lienzo donde está representada la Virgen de Guadalupe, que tiene las manos unidas, la mirada baja y un resplandor de rayos dándole brillantes reflejos.
Rodeando el lienzo donde se halla representada la Virgen de Guadalupe, hay una serie de lienzos más pequeños, en los que aparece relatada por episodios la historia de la aparición de la Virgen de Guadalupe al indio Juan Diego. Se desconoce el nombre del autor, o más posiblemente autores que realizaron esta serie de lienzos pequeños, pero en sus trazos se advierten la intervención de diferentes personas. A pesar de ello, la franja de madera tallada y dorada contribuye a dar cohesión a todo el conjunto del retablo.